# Zwartflankpluimbroekje
Het zwartflankpluimbroekje (Eriocnemis derbyi) is een vogel uit de familie Trochilidae (kolibries). De soort komt hoog in het noordelijk deel van de Andes voor in Colombia en noordwestelijk Ecuador. De pootjes van deze kolibrie zijn voorzien van donsveertjes, van daar de naam.

## Kenmerken
De vogel is gemiddeld 10 cm lang en overwegend goudglanzend groen. Kenmerkend voor deze kolibrie zijn de zwarte donsveertjes op de pootjes die sterk contrasteren met het groen van de buik. Het mannetje en het vrouwtje verschillen niet zo veel, het vrouwtje heeft lichte vlekken op de borst en de donsveertjes op de poten zijn tweekleurig, zwart met grijswit.

## Verspreiding en leefgebied
Deze soort komt voor in Colombia en noordwestelijk Ecuador. Het leefgebied is montaan bos en nevelwoud op 2500 tot 3600 m boven de zeespiegel. De vogel heeft een voorkeur voor de meer open stukken, zoals bosranden en overgangszones met struikgewas en diepe ravijnen.

## Status
Het zwartflankpluimbroekje heeft een klein verspreidingsgebied en daardoor is de kans op uitsterven aanwezig. De grootte van de populatie is niet gekwantificeerd. Het leefgebied wordt gefragmenteerd door ontbossing waarbij natuurlijk bos en struikgewas plaats moet maken voor intensieve landbouw. Overigens wordt de vogel ook wel waargenomen in sterk aangetast habitat. Om al deze redenen staat deze soort als gevoelig op de Rode Lijst van de IUCN.